# رأس نصراني
رأس نصراني وتلفظ راس نصراني بالعامية المصرية هو رأس يقع على الساحل الجنوبي الشرقي لشبه جزيرة سيناء، مقابل مضيق تيران. يشتهر الموقع برياضة الغوص وهو جزء من مجمع سياحي واسع في شرم الشيخ التي تقع على بعد 10.1 كم من الجنوب الغربي. كما يقع مطار شرم الشيخ الدولي على بعد حوالي 2 كم غرباً.
| مخطط المناخ رأس نصراني | مخطط المناخ رأس نصراني | مخطط المناخ رأس نصراني | مخطط المناخ رأس نصراني | مخطط المناخ رأس نصراني | مخطط المناخ رأس نصراني | مخطط المناخ رأس نصراني | مخطط المناخ رأس نصراني | مخطط المناخ رأس نصراني | مخطط المناخ رأس نصراني | مخطط المناخ رأس نصراني | مخطط المناخ رأس نصراني |
| --- | ---------------------- | ---------------------- | ---------------------- | ---------------------- | ---------------------- | ---------------------- | ---------------------- | ---------------------- | ---------------------- | ---------------------- | ---------------------- |
| 01 | 02                     | 03                     | 04                     | 05                     | 06                     | 07                     | 08                     | 09                     | 10                     | 11                     | 12                     |
| 3 22 12 | 1 24 14                | 20 26 17               | 1 32 19                | 1 35 22                | 1 36 25                | 1 38 27                | 1 37 28                | 1 37 27                | 1 34 24                | 2 28 19                | 2 24 15                |
| متوسط درجة-الحرارة °س مجاميع الهطل مم |                        |                        |                        |                        |                        |                        |                        |                        |                        |                        |                        |
| بالوحدات الإنكليزية \| 01 \| 02 \| 03 \| 04 \| 05 \| 06 \| 07 \| 08 \| 09 \| 10 \| 11 \| 12 \| \| 0.1 72 54 \| 0 75 57 \| 0.8 79 63 \| 0 90 66 \| 0 95 72 \| 0 97 77 \| 0 100 81 \| 0 99 82 \| 0 99 81 \| 0 93 75 \| 0.1 82 66 \| 0.1 75 59 \| \| متوسط درجة-الحرارة °ف مجاميع الهطول ″ \| \| \| \| \| \| \| \| \| \| \| \| |                        |                        |                        |                        |                        |                        |                        |                        |                        |                        |                        |
| 01 | 02                     | 03                     | 04                     | 05                     | 06                     | 07                     | 08                     | 09                     | 10                     | 11                     | 12                     |
| 0.1 72 54 | 0 75 57                | 0.8 79 63              | 0 90 66                | 0 95 72                | 0 97 77                | 0 100 81               | 0 99 82                | 0 99 81                | 0 93 75                | 0.1 82 66              | 0.1 75 59              |
| متوسط درجة-الحرارة °ف مجاميع الهطول ″ |                        |                        |                        |                        |                        |                        |                        |                        |                        |                        |                        |

| 01                                    | 02      | 03        | 04      | 05      | 06      | 07       | 08      | 09      | 10      | 11        | 12        |
| 0.1 72 54                             | 0 75 57 | 0.8 79 63 | 0 90 66 | 0 95 72 | 0 97 77 | 0 100 81 | 0 99 82 | 0 99 81 | 0 93 75 | 0.1 82 66 | 0.1 75 59 |
| متوسط درجة-الحرارة °ف مجاميع الهطول ″ |         |           |         |         |         |          |         |         |         |           |           |